# Сахро Петро Юрійович
Петро Юрійович Сахро (10 липня 1918, Рожнів — 26 липня 1987, Коломия) — український живописець; член Спілки радянських художників України з 1970 року.

## Біографія
Народився 10 липня 1918 року в селі Рожнові (нині Косівський район Івано-Франківської області, Україна). У 1932 році закінчив місцеву семирічну школу і вступив до Коломийської школи деревного промислу, де опановував рисунок, різьблення і живопис. У 1935 році навчався у Львові, у мистецькій студії Олекси Новаківського, протягом 1937—1940 років — у Львівському інституті пластичних мистецтв.
З 1940 року проходив строкову службу у Червоній армії, служив червоноармійцем у Мелітопольській військовій авіашколі. Під час німецько-радянської війни, 1 серпня 1942 року, заарештований і звинувачений у намірі перейти на бік ворога. Особливою нарадою при НКВС СРСР 15 січня 1944 року засуджений на 10 років позбавлення волі (реабілітований 23 грудня 1996 року). Протягом 1947—1951 років проживав у Самарканді, де працював художником у Художньому фонді Узбецької РСР.
У 1951 році повернувся на Станіславщину, оселився у Коломиї, де влаштувався на роботу художником-живописцем філії Станіславського обласного Товариства художників; у 1961 році працював художником-живописцем в Художньому фонді при Спілці художників Косова; з 1962 року — в Івано-Франківських художньо-виробничих майстернях Художнього фонду УРСР.
Мешкав у Коломиї в будинку на вулиці Міцкевича, № 46. Помер в Коломиї 26 липня 1987 року, після важкої хвороби.

## Творчість
Працював у галузі станкового живопису, створював жанрові картини, пейзажі, портрети. Серед робіт:
- «Іван Франко і Михайло Коцюбинський серед гуцулів у Криворівні в 1910 році» (1951);
- «Скеля Івана Франка в Криворівні» (1954);
- «Іван Франко і Михайло Черемшина в горах» (1955);
- «Іван Франко та Михайло Коцюбинський в Криворівні» (1956);
- «Портрет гуцула (письменник Сав'юк)» (1956);
- «Іван Франко, Леся Українка, Ольга Кобилянська та Климентій Квітка у Буркуті в 1901 році» (1956);
- «Старий гуцул» (1959);
- «Леся Українка в Буркуті» (1960);
- «Гуцулка» (1962);
- «Іван Франко та Леся Українка на Сокільській скелі, 1901 рік» (1964);
- «Старий гуцул з парасолею» (1964);
- «З весілля» (1969);
- «Гуцульська церква» (1970);
- «Довбуш з опришками взимку» (1974);
- «Співці знедоленого краю (Марко Черемшина та Василь Стефаник)» (1974);
- «Портрет дударя Косовича» (1979);
- «Зустріч Михайла Коцюбинського з Іваном Франком в Криворівні» (1981);
- «Гуцульське весілля» (1982);
- триптих «Гуцульське весілля» (1984);
- «Портрет Івана Франка» (1986).

Також написав портрети багатьох майстрів народного мистецтва Гуцульщини: різьбярів Юрія і Семена Корпанюків (1975), Дмитра Шкрібляка (1979); гончарів Михайла Волощука, Михайла Рощиб'юка (1971),
Брав участь у мистецьких виставках в Івано-Франківську з 1950 року, у Львові, Києві, інших містах України з 1957 року, багатьох вернісажах країн близького зарубіжжя з 1972 року, зокрема у Польщі, Румунії, Чехословаччині, Канаді, США, Японії. Посмертні персональні виставки відбулися в Івано-Франківську у 1988 році та Коломиї у 1989 році.
Роботи художника зберігаються у Національному музеї народного мистецтва Гуцульщини та Покуття імені Йосафата Кобринського (12 робіт), Музеї мистецтв Прикарпаття (28 робіт, 23 з яких намальовано на полотні, а 5 — на картоні олійними фарбами; майже всі вони закуплені музеєм у 1980-х роках, одну з них подаровано, а дві — передано з Івано-Франківського краєзнавчого музею).